# Estação Ferroviária de Guararema
A Estação Ferroviária de Guararema é uma estação construída pela Estrada de Ferro do Norte em 1876, localizada no atual município de Gurararema. Recebe trens turísticos de passageiros, sendo operada e mantida pela Associação Brasileira de Preservação Ferroviária (Regional Sul de Minas).
O prédio atual é de 1927, tendo sido construído pela Estrada de Ferro Central do Brasil (EFCB).

## História
A estação foi inaugurada em 1876 pela Estrada de Ferro do Norte, sob o nome de Parahyba, por localizar-se próxima ao rio Paraíba do Sul. Seu nome foi alterado no ano seguinte, passando a ser o atual.
Foi reconstruída em 1927 pela EFCB, sendo esta a edificação mantida até hoje.
Com a construção e inauguração da Variante do Parateí no final dos anos 1980, o tráfego de passageiros nos trens paradores entre Mogi das Cruzes e São José dos Campos foi encerrado, a estação sendo então abandonada. Os trilhos passaram a ser usados somente para os trens de longo percurso que realizavam o trecho Rio de Janeiro-São Paulo e trens cargueiros.
Em decorrência da concessão da malha regional sudeste da RFFSA para a MRS Logística nos anos 1990, a passagem de trens de passageiros pelas antigas linhas de longo percurso da EFCB foi encerrada, o trecho entre Mogi e São José, especificamente, mostrou-se também anti-econômico para cargueiros, sendo abandonado. Em 2003, com os cargueiros vindos da Estação de São Silvestre, o trecho foi reativado.
Nos anos 2010, a ABPF resolve instalar um trem turístico de passageiros no município de Guararema, com a anuência da MRS e devidas autorizações. Restaura, então, as estações de Guararema e Luís Carlos, operando o percurso até os dias atuais.